# 春之波濤
《春之波濤》（日語：春の波涛），是NHK於1985年1月6日－12月15日製播的第23部大河劇，全50回。松坂慶子主演，也繼《女太閤記》後再次以女性人物在大河劇擔任主角。
本劇以杉本苑子的《冥府回廊》、《貞奴夫人》為原著，由中島丈博編劇，是大河劇「近現代三部作」的第二部（前一部是上年度的山河燃燒，後一部是下年度的命）。本劇是以「日本第一號女演員」川上貞奴為中心演出的群像劇，企圖演出明治與大正時期的眾生相。劇中人物還包括貞奴之夫川上音二郎、與貞奴戀愛的福澤桃介（福澤諭吉女婿，被稱為「電力王」），以及貞奴在藝妓時代的交往對象伊藤博文等等。雖然登場人物相當廣泛，但收視率並不高（平均收視率18.2%，最高收視率24.7%）。本劇曾牽扯著作權問題而長年進行官司訴訟，最後NHK勝訴，本劇得以重播以及DVD化，並於2007年11月起再次播出。

## 工作人員
- 原作：杉本苑子（《冥府回廊》、《貞奴夫人》）
- 劇本：中島丈博
- 音樂：佐藤勝
- 標題題字：望月美佐
- 旁白：柳井恒夫播報員
- 導演：清水滿、田中賢二、竹本稔、松本守正、一柳邦久、末松綠朗

## 演員
- 貞（川上貞奴）：松坂慶子
- 川上音二郎：中村雅俊
- 福澤桃介：風間杜夫
- 福澤房子：檀富美
- 松井須磨子：名取裕子
- 島村抱月：山本學
- 伊藤博文：伊丹十三
- 伊藤梅子：松明
- 福澤諭吉：小林桂樹
- 福澤（中村）子：五大路子
- 福澤錦：南風洋子
- 福澤一太郎：岡本富士太
- 福澤捨次郎：田山涼成
- 福澤俊：立原麻衣
- 黑岩周六：瀧田榮
- 黑岩勝子：森下愛子
- 金子堅太郎：山口崇
- 板垣退助：米倉齊加年
- 山縣有朋：高橋悅史
- 井上馨：土屋嘉男
- 井上武子：鹽澤登紀
- 山田顯義：伊藤浩二
- 伊東巳代治：箭持伴紀
- 大山巌：森井睦
- 大隈重信：相馬剛三
- 大井憲太郎：兒玉泰次
- 樺山資紀：加藤忠
- 黑田清隆：小瀨格
- 幸德秋水：蟹江敬三
- 中江兆民：近藤洋介
- 坪内逍遙：仲谷昇
- 內村鑑三：有川博
- 堺利彥：高林幸兵
- 平塚雷鳥：岡本麗
- 市川團十郎：大山克巳
- 尾上菊五郎：久富惟晴
- 市川猿之助：菅野菜保之
- 前澤誠助：千田光徐
- 酒井良明：塚本信夫
- 小山花子：八木昌子
- 松坂慶子：松坂慶子
- 野島覺造：富樫寬→小林薰
- 野島義平：荒井注
- 岩崎（野島）勢子：片瀨梨乃
- 湯浅麟介：村上弘明
- 奧平剛史（以奧宮健之為藍本的人物）：藤岡弘
- 青柳捨三郎：岸部四郎
- 雲井八重子：江波杏子
- 櫻木範幸：凱吉高峰
- 橘粂造：四谷西門
- 丸山藏人：尾藤功男
- 三浦又吉：柴俊夫
- 田代重成：渡邊寬二
- 增谷桑一：近石真介
- 高瀨牧人：入川保則
- 東儀秀治：西岡德馬
- 荒木子：
- 曾我部市太：北村總一朗
- 福井喜兵衛：石田太郎
- 土肥庸元：松橋登
- 島村玉：橫山道代
- 島村市子：日色友惠
- 青木年男：辻萬長
- 青木鶴：桂川冬子
- 酒井良明：塚本信夫
- 井上春子：
- 龜吉：淡島千景
- 仇吉：東照美
- 雷吉：石塚雅幸→中野慎→清水善三
- 琴次：小川知子
- 鶴松：黑田福美
- 種：佐佐木澄江
- 糸：和由布子
- 篠：春川真澄
- 小千代：罇真佐子
- 近森：山西道廣
- 錦松樓的女將：草村禮子
- 中村座座元：二見忠男
- 工事擔當者：島田彰
- 其他：
- 森山周一郎
- 石濱朗
- 平泉成
- 剛辰仁
- 繪澤萌子
- 勝部演之
- 津村隆
- 江幡高志
- 鶴田忍
- 和田周
- 大宮悌二
- 藤井洋八
- 神山卓三
- 金井大
- 大林丈史
- 及川廣夫
- 西尾德
- 鈴木三枝
- 野仲功
- 丸山詠二
- 今西正男
- 千葉繁
- 森康子
- 山崎滿
- 楠見尚己
- 麥草平

## 外部連結
- 著作權裁判
  - 「春之波濤」事件　第一審判決 名古屋地裁1994年7月29日（PDF）
  - 「春之波濤」事件 控訴審判決　名古屋高裁1997年5月15日 （页面存档备份，存于）
  - 「春之波濤」事件 上告審判決　最高裁1998年9月10日 （页面存档备份，存于）